# Jordan EJ12
Chronologie des modèles (2002)
Jordan EJ11 Jordan EJ13
La Jordan EJ12 est la monoplace de Formule 1 engagée par l'écurie irlandaise Jordan Grand Prix dans le cadre du championnat du monde de Formule 1 2002. Elle est pilotée par l'Italien Giancarlo Fisichella et le Japonais Takuma Satō. Le Brésilien Ricardo Zonta en est le pilote d'essais. La EJ12 est équipée d'un moteur Honda, tout comme la BAR 004.
La EJ12 connaît de grandes évolutions par rapport à la Jordan EJ11 avec notamment un nez courbé et un poids plus léger. Mais la monoplace s'avère fragile, surtout à cause du moteur Honda peu fiable : les deux pilotes de l'écurie irlandaise abandonnent quinze fois en trente-quatre engagements.
De plus, la EJ12 termine rarement dans les points. Fisichella marque deux points au Grand Prix d'Autriche et à chacun des deux Grands Prix suivants. Satō imite son coéquipier lors de son Grand Prix national au Japon en finissant cinquième.
À la fin de la saison, Jordan termine sixième du championnat des constructeurs avec neuf points.

## Résultats en championnat du monde de Formule 1

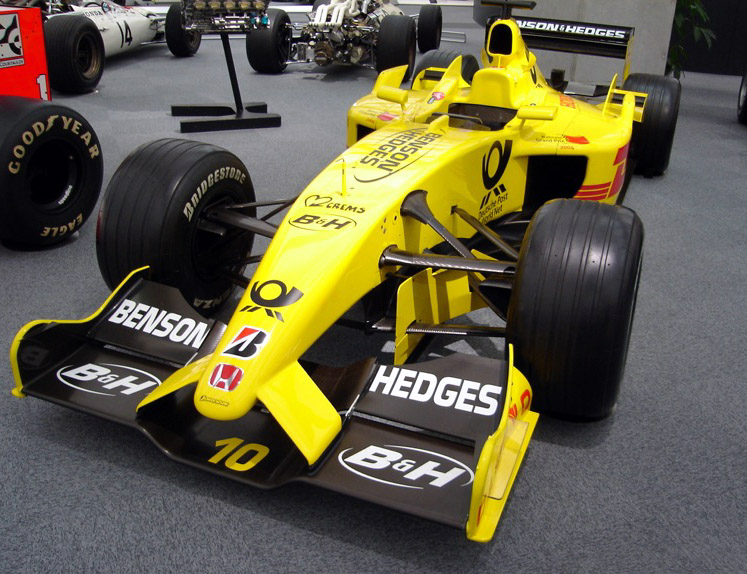
La Jordan EJ12 de Takuma Satō au Musée Honda de Motegi.

| Saison | Écurie           | Moteur           | Pneus       | Pilotes              | Courses | Courses | Courses | Courses | Courses | Courses | Courses | Courses | Courses | Courses | Courses | Courses | Courses | Courses | Courses | Courses | Courses | Points inscrits | Classement |
| Saison | Écurie           | Moteur           | Pneus       | Pilotes              | 1       | 2       | 3       | 4       | 5       | 6       | 7       | 8       | 9       | 10      | 11      | 12      | 13      | 14      | 15      | 16      | 17      | Points inscrits | Classement |
| ------ | ---------------- | ---------------- | ----------- | -------------------- | ------- | ------- | ------- | ------- | ------- | ------- | ------- | ------- | ------- | ------- | ------- | ------- | ------- | ------- | ------- | ------- | ------- | --------------- | ---------- |
| 2002   | DHL Jordan Honda | Honda RA002E V10 | Bridgestone |                      | AUS     | MAL     | BRÉ     | SMR     | ESP     | AUT     | MON     | CAN     | EUR     | GBR     | FRA     | ALL     | HON     | BEL     | ITA     | USA     | JAP     | 9               | 6e         |
| 2002   | DHL Jordan Honda | Honda RA002E V10 | Bridgestone | Giancarlo Fisichella | Abd     | 13e     | Abd     | Abd     | Abd     | 5e      | 5e      | 5e      | Abd     | 7e      | Np      | Abd     | 6e      | Abd     | 8e      | 7e      | Abd     | 9               | 6e         |
| 2002   | DHL Jordan Honda | Honda RA002E V10 | Bridgestone | Takuma Satō          | Abd     | 9e      | 9e      | Abd     | Abd     | Abd     | Abd     | 10e     | 16e     | Abd     | Abd     | 8e      | 10e     | 11e     | 12e     | 11e     | 5e      | 9               | 6e         |

Légende : ici 